# Fonologia della lingua abcasa
L'abcaso è una lingua della famiglia del Caucaso nordoccidentale molto ricca di consonanti.
L'abcaso ha tre dialetti principali: Abzhywa, Bzyp e Sadz, che spesso differiscono principalmente tra loro nella fonologia, con differenze lessicali dovute alla mescolanza con altre lingue vicine.

## Consonanti
Di seguito è riportato il grafico dei fonemi consonantici dell'abcaso:
|               |               | Labiali | Alveolari | Alveolari | Palato-alveolari | Palato-alveolari | Alveolo- palatali | Alveolo- palatali | Retroflesse | Velari | Velari | Velari | Uvulari | Uvulari | Uvulari     | Uvulari | Uvulari | faringali | faringali |
| plain         | lab.          | Labiali | plain     | lab.      | plain            | lab.             | pal.              | plain             | Retroflesse | lab.   | pal.   | plain  | lab.    | far.    | lab. + far. | plain   | lab.    |           |           |
| ------------- | ------------- | ------- | --------- | --------- | ---------------- | ---------------- | ----------------- | ----------------- | ----------- | ------ | ------ | ------ | ------- | ------- | ----------- | ------- | ------- | --------- | --------- |
| Nasali        | Nasali        | m       | n         |           |                  |                  |                   |                   |             |        |        |        |         |         |             |         |         |           |           |
| Occlusive     | sorde         | pʰ      | tʰ        | tʰʷ(t͡pʰ)  |                  |                  |                   |                   |             | kʰʲ    | kʰ     | kʰʷ    |         |         |             |         |         |           |           |
| Occlusive     | voce          | b       | d         | dʷ(d͡b)    |                  |                  |                   |                   |             | ɡʲ     | ɡ      | ɡʷ     |         |         |             |         |         |           |           |
| Occlusive     | eiettiva      | pʼ      | tʼ        | tʼʷ(t͡pʼ)  |                  |                  |                   |                   |             | kʼʲ    | kʼ     | kʼʷ    | qʼʲ     | qʼ      | qʼʷ         |         |         |           |           |
| Affricate     | sorde         |         | t͡sʰ       |           | t͡ʃʰ              |                  | †t͡ɕʰ              | t͡ɕʰʷ(t͡ɕᶠ)         | ʈ͡ʂʰ         |        |        |        |         |         |             |         |         |           |           |
| Affricate     | voce          |         | d͡z        |           | d͡ʒ               |                  | †d͡ʑ               | d͡ʑʷ(d͡ʑᵛ)          | ɖ͡ʐ          |        |        |        |         |         |             |         |         |           |           |
| Affricate     | eiettive      |         | t͡sʼ       |           | t͡ʃʼ              |                  | †t͡ɕʼ              | t͡ɕʼʷ(t͡ɕᶠ’)        | ʈ͡ʂʼ         |        |        |        |         |         |             |         |         |           |           |
| Fricative     | sorde         | f       | s         |           | ʃ                | ʃʷ(ʃᶣ)           | †ɕ                | *ɕʷ(ɕᶠ)           | ʂ           |        |        |        | χʲ      | χ       | χʷ          | †χˤ     | †χˤʷ    | ħ         | ħʷ(ħᶣ)    |
| Fricative     | voce          | v       | z         |           | ʒ                | ʒʷ(ʒᶣ)           | †ʑ                | *ʑʷ(ʑᵛ)           | ʐ           |        |        |        | ʁʲ      | ʁ       | ʁʷ          |         |         |           |           |
| approssimanti | approssimanti |         | l         |           |                  |                  |                   | ɥ                 |             |        |        |        |         |         |             |         |         |           |           |
| Trille        | Trille        |         | r         |           |                  |                  |                   |                   |             |        |        |        |         |         |             |         |         |           |           |

I fonemi preceduti da un asterisco (*) si trovano nei dialetti Bzyp e Sadz, ma non in quello Abzhywa; invece i fonemi preceduti da una croce (†) sono unici del dialetto Bzyp. Il numero totale di fonemi consonantici nell'abcaso è, quindi, 58 nel dialetto Abzhywa, 60 nel dialetto Sadz e 67 in quello Bzyp.
L'occlusiva glottidale può essere analizzata da alcuni come un fonema separato, dal momento che si possono distinguere alcune coppie come áaj 'sì' e ʔaj 'no', e può anche essere una variante allofonica di [qʼ] in posizione intervocalica.
Le fricative dorsali non faringee dell'abcaso possono essere sia velari che uvulari in base al contesto in cui si trovano.

## Vocali
L'abcaso ha solo due vocali distintive: una vocale aperta /a/ e una vocale chiusa /ɨ ~ ə/. Queste vocali di base hanno un'ampia gamma di allofoni in diversi ambienti consonantici, ad esempio, con gli allofoni [e] e [i] rispettivamente accanto alle palatali, [o] e [u] accanto alle labiali e [ø] e [y] accanto alle labiopalatali. Il fonema /a/ ha, inoltre, anche una variante lunga /aː/, che deriva direttamente da un'antica forma dell'abcaso ancora conservata nella città russa Abaza.

## Dialetti
Il dialetto Sadz ha una geminazione consonantica; per esempio, il Sadz contrappone /a.χʷa/ ('cenere') a /a.χʷːa/ ('verme'), dove l'Abzhywa e il Bzyp hanno solo una forma /a.χʷa/ per dire entrambi i termini. Alcuni glottologi contano nel dialetto Sadz ben oltre 100 consonanti, (formando così la lingua con più consonanti tra quelle presenti nel Caucaso, superando le 80-84 dell'Ubykh) trattando infatti le consonanti geminate come un insieme a sé stante. Gli altri 2 dialetti invece sono stati solamente influenzati dalle lingue limitrofe, eccezione fatta per alcuni costrutti grammaticali del Bzyp, che derivano direttamente dal proto-abcaso (lingua antica da cui deriva l'abcaso e i suoi tre dialetti).